# Giovanni Molino
Giovanni Molin (né le 25 avril 1705 à Venise, alors capitale de la république de Venise et mort le 14 mars 1773 à Brescia) est un cardinal italien du XVIIIe siècle.

## Biographie
Giovanni Molin est nommé évêque de Brescia en 1755 et est consacré le 1er avril de la même année par Joaquín Fernández Portocarrero avec comme co-consécrateurs Giorgio Maria Lascaris (it) et Alexander Fé.
Le pape Clément XIII le crée cardinal lors du consistoire du 23 novembre 1761. 